# Західне Задунав'я
Західне Задунав'я (угор. Nyugat Dunántúl) — статистичний (NUTS 2) регіон Угорщини. Належить до вищого регіону Задунав'я (NUTS 1). Охоплює округи Зала, Ваш та Дєр-Мошон-Шопрон. Адміністративний центр — Дєр.